# Лазар Ашлаков
Лазар Кристиянов Ашлаков е български революционер, деец на Вътрешната македонска революционна организация.

## Биография
Лазар Ашлаков се присъединява към ВМРО. През 1923 година преминава в Албания заедно с Александър Протогеров, Перо Шанданов, Васил Пундев, Иван Стоянов, Алексо Стефанов, Крум Петишев, Тасе Христов, Алия Абраимов от Пласница, Ламбро Маркулев, Никола Гушлев и други шестима преминават във Вардарска Македония. Обикалят Ресенско, Демирхисарско, Охридско и Кичевско и организират Битолски окръжен конгрес в планината Томор.
През 1944 година подписва Апела към македонците в България.